# اختبار القبول في الجامعة

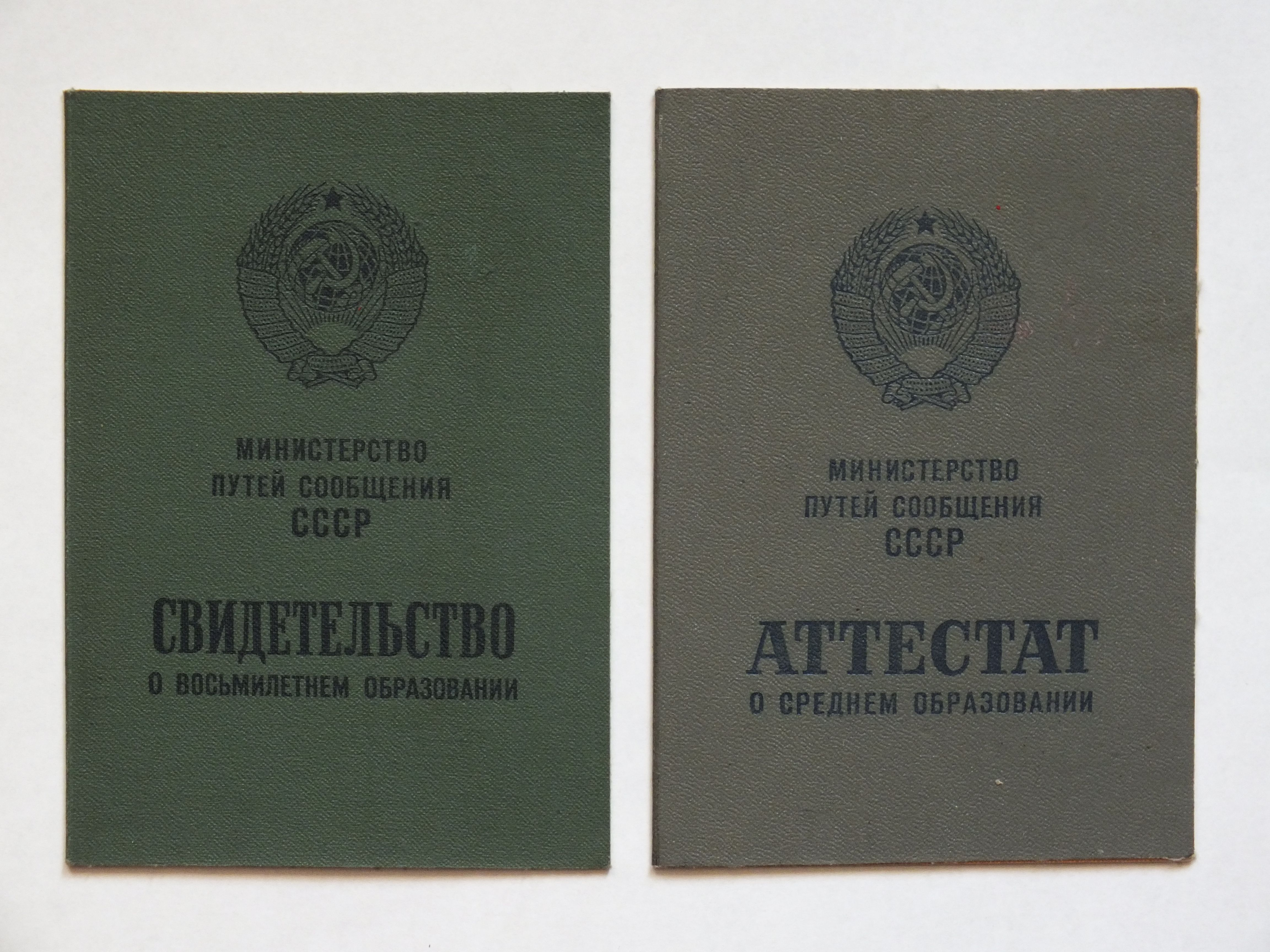

يُشير مصطلح اختبار القبول في الجامعة أو امتحان القبول في الجامعة إلى بعض المؤهلات التعليمية في العديد من الدول. وترتبط هذه الاختبارات عادةً بانتقال الطالب من مرحلة التعليم الثانوي إلى مرحلة التعليم العالي. للمزيد من التفاصيل، انظر «القبول في الجامعة».
يختلف معنى اختبار القبول في الجامعة باختلاف الدولة:
- اختبارات المستوى المتقدم - في المملكة المتحدة.
- الأبيتور - في ألمانيا و فنلندا و إستونيا .
- البكالوريا - في فرنسا.
- البجروت - في فلسطين المحتلة.
- الماتريك - في جنوب أفريقيا وفي أستراليا سابقًا.
- الماتورا - في النمسا .
- شهادات الطلاب - في الدول الإسكندنافية .
  - شهادة المدارس الثانوية، شهادة الطلاب في الدنمارك .
  - شهادة الثانوية العامة، شهادة الطلاب في السويد .
  - شهادة التخرج، شهادة الطلاب في آيسلندا .